# 6514 Torahiko
6514 Torahiko (1987 WY) là một tiểu hành tinh vành đai chính được phát hiện ngày 25 tháng 11 năm 1987 bởi T. Seki ở Geisei.